# 庄才伟
庄才伟（1880年10月6日—1924年5月30日），美国美以美会传教士，福建协和大学首任校长（1916年—1923年）。

## 生平
1880年10月6日，庄才伟出生于美国纽约皇后區法拉盛，父亲是一位美以美会牧师，母亲在他五岁时去世。1898年毕业于马萨诸塞州威尔布拉汉姆中学。1904年，24岁的庄才伟毕业于康涅狄格州卫斯理安大学，是全美优等生联谊会成员。
1904年庄才伟大学毕业后，立即受美以美会差遣，前往中国，驻福州，在鹤龄英华书院任化学教师。在第一次回国休假期间，他完成了耶鲁大学化学研究生课程，回到福州鹤龄英华书院。
1911年，在福建传教的6个主要的美英差会联合成立福建省基督教高等教育筹备会，筹备在福建建立一所教会大学。1914年，美以美会联合公理会、归正会以及圣公会等3个差会在福州东郊山顶的避暑地鼓岭开会，联合成立福建协和大学董事会。1915年5月25日，董事会推选庄才伟为该校的首任监督。1916年2月，从福州的鹤龄英华书院、格致书院、三一书院和厦门的寻源书院招收了七、八年级学生共81名，校址租用仓前山观井路的俄商茶行旧址。1918年，福建协和大学获得美国纽约州立大学承认，授权颁发学士学位，监督也改称校长。1922年，在庄才伟的主持下，福建协和大学迁入福州东郊闽江边马尾镇魁岐村的新校址，占地一千畝。
庄才伟担任校长一直到1923年，因患脑炎辞职，返回美国就医。在休息期间又患上了急性支气管肺炎。1924年5月30日，庄才伟在美国巴尔的摩去世，享年44岁。1927年1月15日，福建协和大学的庄才伟科学馆（Edwin Chester Jones Memorial Science Hall）正式落成，并以他命名。